# Snowboarding na Zimních olympijských hrách 2014
Snowboarding na Zimních olympijských hrách 2014 představoval jeden z patnácti soutěžních sportů. Závody probíhaly od 6. do 22. února 2014 v  Parku extrémních sportů Roza Chutor nedaleko Krasné Poljany.

## Přehled
Na Zimních olympijských hrách 2014 v Soči bylo na programu celkem 10 finálových závodů. Muži a ženy absolvovali paralelní slalom, paralelní obří slalom, snowboardcross, slopestyle a závody na U rampě. Poprvé v historii byly v olympijském programu zařazeny závody v paralelním slalomu a freestylová disciplína slopestyle.

## Program
Program podle oficiálních stránek.
| Den    | Datum          | Zahájení (UTC+4) | Zahájení (SEČ) | Závod                                          |
| ------ | -------------- | ---------------- | -------------- | ---------------------------------------------- |
| –      | 6. února 2014  | 10:00            | 7:00           | slopestyle muži a ženy, kvalifikace            |
| den 2  | 8. února 2014  | 9:30             | 6:30           | slopestyle muži, semifinále                    |
| den 2  | 8. února 2014  | 12:45            | 9:45           | slopestyle, muži                               |
| den 3  | 9. února 2014  | 10:30            | 7:30           | slopestyle ženy, semifinále                    |
| den 3  | 9. února 2014  | 13:15            | 10:15          | slopestyle, ženy                               |
| den 5  | 11. února 2014 | 14:00            | 11:00          | U rampa muži, kvalifikace                      |
| den 5  | 11. února 2014 | 19:00            | 16:00          | U rampa muži, semifinále                       |
| den 5  | 11. února 2014 | 21:30            | 18:30          | U rampa, muži                                  |
| den 6  | 12. února 2014 | 14:00            | 11:00          | U rampa ženy, kvalifikace                      |
| den 6  | 12. února 2014 | 19:00            | 16:00          | U rampa ženy, semifinále                       |
| den 6  | 12. února 2014 | 21:30            | 18:30          | U rampa, ženy                                  |
| den 10 | 16. února 2014 | 11:00            | 8:00           | snowboardcross ženy, kvalifikace               |
| den 10 | 16. února 2014 | 13:15            | 10:15          | snowboardcross, ženy                           |
| den 11 | 17. února 2014 | 11:00            | 8:00           | snowboardcross muži, kvalifikace               |
| den 12 | 18. února 2014 | 11:18            | 8:18           | snowboardcross, muži                           |
| den 13 | 19. února 2014 | 9:00             | 6:00           | paralelní obří slalom muži a ženy, kvalifikace |
| den 13 | 19. února 2014 | 13:00            | 10:00          | paralelní obří slalom, muži a ženy             |
| den 16 | 22. února 2014 | 9:15             | 6:15           | paralelní slalom muži a ženy, kvalifikace      |
| den 16 | 22. února 2014 | 13:15            | 10:15          | paralelní slalom, muži a ženy                  |

## Medailové pořadí zemí
| Pořadí | Země                         | Zlato | Stříbro | Bronz | Celkově |
| ------ | ---------------------------- | ----- | ------- | ----- | ------- |
| 1.     | Spojené státy americké (USA) | 3     | 0       | 2     | 5       |
| 2.     | Rusko (RUS)                  | 2     | 1       | 1     | 4       |
| 3.     | Švýcarsko (SUI)              | 2     | 1       | 0     | 3       |
| 4.     | Rakousko (AUT)               | 1     | 0       | 1     | 2       |
| 4.     | Francie (FRA)                | 1     | 0       | 1     | 2       |
| 6.     | Česko (CZE)                  | 1     | 0       | 0     | 1       |
| 7.     | Japonsko (JPN)               | 0     | 2       | 1     | 3       |
| 8.     | Kanada (CAN)                 | 0     | 1       | 1     | 2       |
| 8.     | Německo (GER)                | 0     | 1       | 1     | 2       |
| 8.     | Slovinsko (SLO)              | 0     | 1       | 1     | 2       |
| 11.    | Austrálie (AUS)              | 0     | 1       | 0     | 1       |
| 11.    | Finsko (FIN)                 | 0     | 1       | 0     | 1       |
| 11.    | Norsko (NOR)                 | 0     | 1       | 0     | 1       |
| 14.    | Velká Británie (GBR)         | 0     | 0       | 1     | 1       |
|        | Celkem                       | 10    | 10      | 10    | 30      |

## Medailisté

### Muži
| Disciplína            | Zlato                                          | Výkon                           | Stříbro                           | Výkon                             | Bronz                                       | Výkon                                       |
| --------------------- | ---------------------------------------------- | ------------------------------- | --------------------------------- | --------------------------------- | ------------------------------------------- | ------------------------------------------- |
| paralelní slalom      | Vic Wild · Rusko (RUS)                         | Vic Wild · Rusko (RUS)          | Žan Košir · Slovinsko (SLO)       | Žan Košir · Slovinsko (SLO)       | Benjamin Karl · Rakousko (AUT)              | Benjamin Karl · Rakousko (AUT)              |
| paralelní obří slalom | Vic Wild · Rusko (RUS)                         | Vic Wild · Rusko (RUS)          | Nevin Galmarini · Švýcarsko (SUI) | Nevin Galmarini · Švýcarsko (SUI) | Žan Košir · Slovinsko (SLO)                 | Žan Košir · Slovinsko (SLO)                 |
| slopestyle            | Sage Kotsenburg · Spojené státy americké (USA) | 93,50                           | Ståle Sandbech · Norsko (NOR)     | 91,75                             | Mark McMorris · Kanada (CAN)                | 88,75                                       |
| snowboardcross        | Pierre Vaultier · Francie (FRA)                | Pierre Vaultier · Francie (FRA) | Nikolaj Oljunin · Rusko (RUS)     | Nikolaj Oljunin · Rusko (RUS)     | Alex Deibold · Spojené státy americké (USA) | Alex Deibold · Spojené státy americké (USA) |
| U-rampa               | Iouri Podladtchikov · Švýcarsko (SUI)          | 94,75                           | Ajumu Hirano · Japonsko (JPN)     | 93,50                             | Taku Hiraoka · Japonsko (JPN)               | 92,25                                       |

### Ženy
| Disciplína            | Zlato                                                | Výkon                                | Stříbro                             | Výkon                               | Bronz                                         | Výkon                              |
| --------------------- | ---------------------------------------------------- | ------------------------------------ | ----------------------------------- | ----------------------------------- | --------------------------------------------- | ---------------------------------- |
| paralelní slalom      | Julia Dujmovitsová · Rakousko (AUT)                  | Julia Dujmovitsová · Rakousko (AUT)  | Anke Karstensová · Německo (GER)    | Anke Karstensová · Německo (GER)    | Amelie Koberová · Německo (GER)               | Amelie Koberová · Německo (GER)    |
| paralelní obří slalom | Patrizia Kummerová · Švýcarsko (SUI)                 | Patrizia Kummerová · Švýcarsko (SUI) | Tomoka Takeučiová · Japonsko (JPN)  | Tomoka Takeučiová · Japonsko (JPN)  | Aljona Zavarzinová · Rusko (RUS)              | Aljona Zavarzinová · Rusko (RUS)   |
| slopestyle            | Jamie Andersonová · Spojené státy americké (USA)     | 95,25                                | Enni Rukajärviová · Finsko (FIN)    | 92,50                               | Jenny Jonesová · Velká Británie (GBR)         | 87,25                              |
| snowboardcross        | Eva Samková · Česko (CZE)                            | Eva Samková · Česko (CZE)            | Dominique Maltaisová · Kanada (CAN) | Dominique Maltaisová · Kanada (CAN) | Chloé Trespeuchová · Francie (FRA)            | Chloé Trespeuchová · Francie (FRA) |
| U-rampa               | Kaitlyn Farringtonová · Spojené státy americké (USA) | 91,75                                | Torah Brightová · Austrálie (AUS)   | 91,50                               | Kelly Clarková · Spojené státy americké (USA) | 90,75                              |

## Kvalifikace
Na Zimních olympijských hrách 2014 byla stanovena kvóta 252 startujících závodníků. Každý národní olympijský výbor mohlo reprezentovat maximálně 24 závodníků, a to nejvíce 14 mužů nebo 14 žen. Dalším kvalifikačním kritériem bylo umístění do třicátého místa v závodě Světového poháru ve snowboardingu nebo na Mistrovství světa ve snowboardingu.